# Eduard Sievers

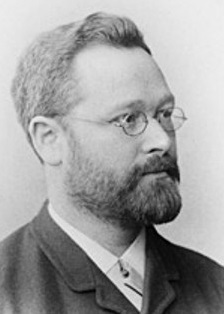
Eduard Sievers um 1900

Eduard Georg Sievers (* 25. November 1850 in Lippoldsberg, Landkreis Hofgeismar; † 30. März 1932 in Leipzig) war ein deutscher germanistischer Mediävist und Linguist (Junggrammatiker). Er war Professor an den Universitäten in Jena, Tübingen, Halle und Leipzig.

## Leben
Nach dem Abitur am Lyceum Fridericianum in Kassel studierte Sievers 1867–1870 an den Universitäten Leipzig und Berlin Klassische Philologie, Germanistik und Anglistik. Er wurde Mitglied und später Alter Herr des Klassisch-Philologischen Vereins Leipzig. 1870 promovierte er an der Universität Leipzig mit der Dissertation „Untersuchungen über Tatian“ zum Dr. phil. Nach einem Forschungsaufenthalt in Oxford und London, wo er altenglische Handschriften studierte, wurde er 1871 zum außerordentlichen Professor für Germanische Philologie an der Universität Jena ernannt. 1876 erfolgte seine Ernennung zum Ordinarius. Sievers folgte 1883 einem Ruf an die Universität Tübingen, 1887 wechselte er an die Vereinigte Friedrichs-Universität Halle-Wittenberg. Von 1892 bis zu seiner Emeritierung 1922 hatte er einen Lehrstuhl für Deutsche Philologie an der Philosophischen Fakultät der Universität Leipzig inne. Im akademischen Jahr 1899/1900 war Sievers Dekan der Philosophischen Fakultät, im akademischen Jahr 1901/1902 Rektor der Universität Leipzig.
Er war seit dem Sommersemester 1895 Mitglied des Akademisch-Neuphilologischen Vereins Leipzig (seit 1924 Leipziger Burschenschaft Plessavia). Seit 1889 war er korrespondierendes Mitglied der Bayerischen, seit 1892 ordentliches Mitglied der Sächsischen Akademie der Wissenschaften und seit 1893 auswärtiges Mitglied der Königlich Niederländischen Akademie der Wissenschaften. 1900 wurde er als korrespondierendes Mitglied in die Preußische Akademie der Wissenschaften aufgenommen. 1920 wurde er zum auswärtigen Mitglied der Göttinger Akademie der Wissenschaften gewählt.

## Werk

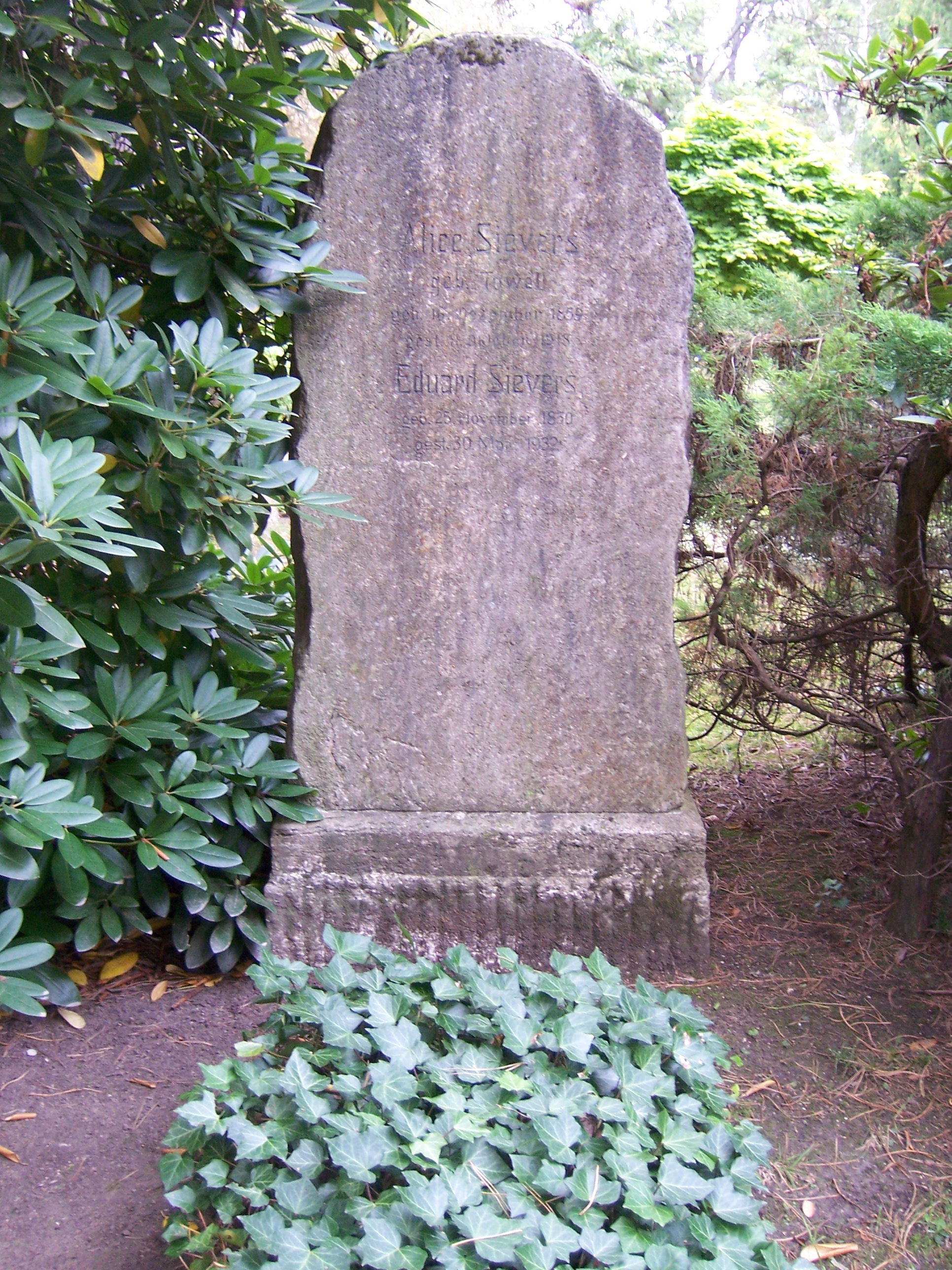
Grabstätte Eduard Sievers auf dem Südfriedhof in Leipzig

In seinem Werk Grundzüge der Lautphysiologie prägte Sievers den Begriff der Indifferenzlage für die Ruhelage der Sprechorgane. Im Bereich der Stimmbildung wird der Begriff für die mittlere Stimmlage der Sprechstimme verwendet.
Sievers erlangte internationale Beachtung durch seine Aufsatzsammlung Rhythmisch-melodische Studien (1912), in der er die Melodie in gesprochener Sprache erforscht. Gestützt durch Experimente mit Versuchspersonen stellt er darin die These auf, dass literarischen Texten eine vom Autor bewusst oder unbewusst eingelegte Melodie vorgegeben ist, die bei den meisten Lesern ähnlich wiedergegeben wird. Sievers prägte darin den Begriff der Ohrenphilologie.
Nach ihm ist das Sieversche Gesetz, ein germanisches bzw. indogermanisches Lautgesetz, benannt worden.
Für die Quantitative Linguistik ist Sievers von Bedeutung, weil er als einer der Vorläufer dem Menzerath-Altmann-Gesetz den Weg bereitet und statistische Erhebungen zu literarischen Werken durchgeführt hat.

## Schriften
- Untersuchungen über Tatian, Buchdruckerei des Waisenhauses, Halle 1870 (Dissertation).
- Die Murbacher Hymnen. Nach der Handschrift herausgegeben. Halle/S. 1874 (Digitalisat)
- Der Heliand und die angelsächsische Genesis, Lippert (Niemeyer), Halle/S. 1875.
- Proben einer metrischen Herstellung der Eddalieder, Fues, Tübingen 1885.
- Tübinger Bruchstücke der älteren Frostuthingslög, Tübingen 1886.
- Altgermanische Metrik, Niemeyer, Halle 1893.
- Abriß der angelsächsischen Grammatik, Niemeyer, Halle a.S. 1895 (16. Auflage 1963).

- mit Elias Steinmeyer (Hrsg.): Die althochdeutschen Glossen. I–V, Berlin 1879–1922; Neudruck Dublin und Zürich 1969.
- Grundzüge der Lautphysiologie zur Einführung in das Studium der Lautlehre der indogermanischen Sprachen. Breitkopf & Härtel, Leipzig 1876. (Weitere 4 Auflagen 1881, 1885, 1893 und 1901 unter dem Titel Grundzüge der Phonetik zur Einführung in das Studium der Lautlehre der indogermanischen Sprachen beim gleichen Verlag)
- Zum angelsächsischen Vocalismus, Edelmann, Leipzig 1900.
- Runen und Runeninschriften. In: Hermann Paul (Hrsg.): Grundriss der Germanischen Philologie. Erster Band. Zweite, verbesserte und vermehrte Auflage. Trübner, Strassburg 1901, S. 248–262.
- Metrische Studien, drei Teile, Teubner, Leipzig 1903–1919.
- Alttestamentliche Miscellen, zehn Teile, Leipzig 1904–1907.
- Rhythmisch-melodische Studien. Vorträge und Aufsätze. Winter, Heidelberg 1912.
- Die altschwedischen Upplandslagh nebst Proben formverwandter germanischer Sagdichtung, zwei Teile, Teubner, Leipzig 1919.
- H. Lietzmann und die Schallanalyse. Eine Kritik und eine Selbstkritik, Hinrichs, Leipzig 1921.
- Herausgeber: Der Nibelunge Nôt / Kûdrûn (mittelhochdeutsche Ausgabe, Reihe „Libri Librorum“), Insel Verlag, Leipzig 1921
- Ziele und Wege der Schallanalyse. Zwei Vorträge, Winter, Heidelberg 1924.
- Altslawisch ē und ja. Eine sprachgeschichtliche Untersuchung, Hirzel, Leipzig 1925.
- Das Igorlied, metrisch und sprachlich bearbeitet, Leipzig 1926.
- Neue Beiträge zur Lehre von der Kasusintonation, Hirzel, Leipzig 1930.
- Zur englischen Lautgeschichte. Kritische Untersuchungen, Hirzel, Leipzig 1930.
- Angelsächsische Grammatik, BiblioBazaar 2009